# Samuel Winslow

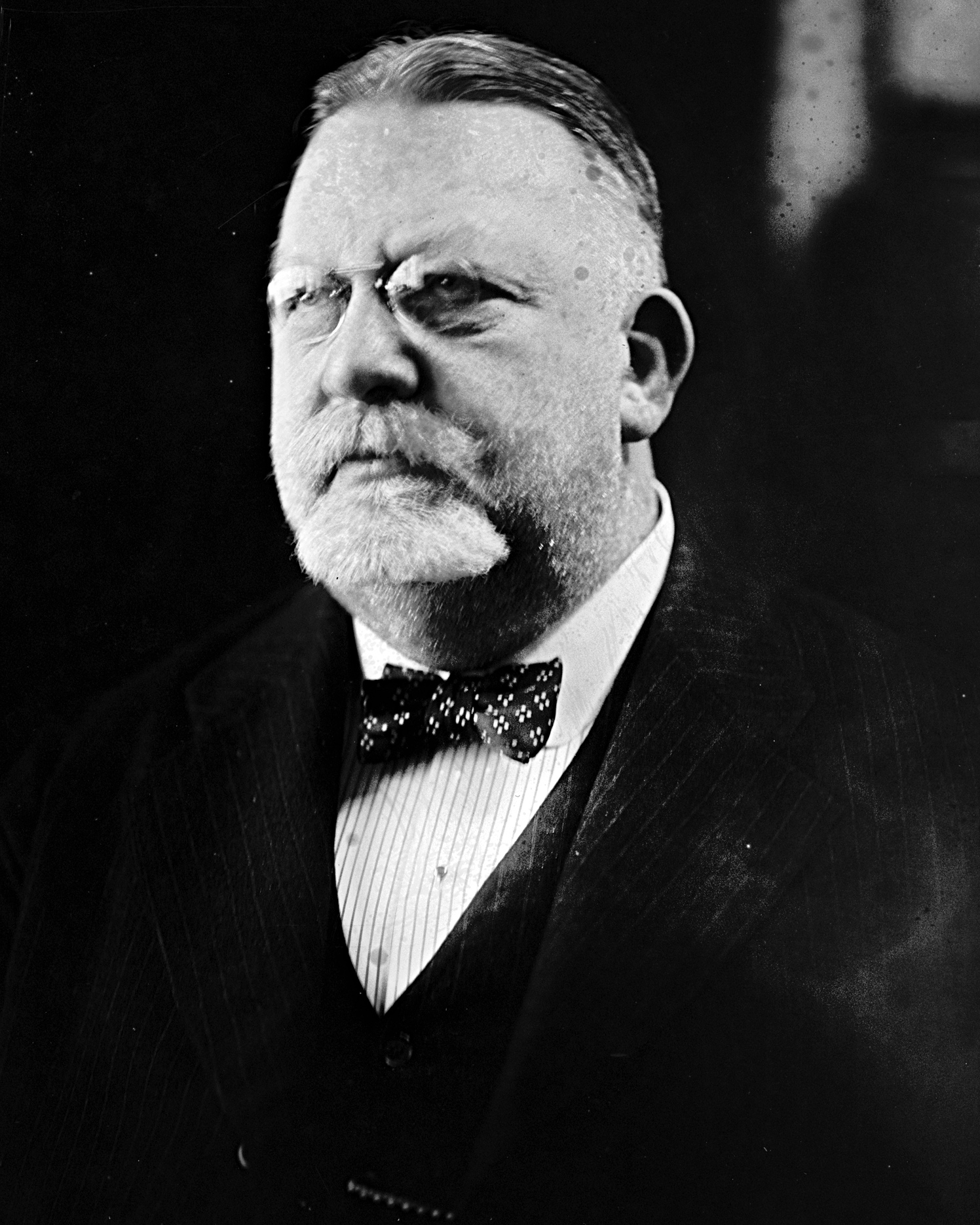
Samuel Winslow

Samuel Ellsworth Winslow (* 11. April 1862 in Worcester, Massachusetts; † 11. Juli 1940 ebenda) war ein US-amerikanischer Politiker. Zwischen 1913 und 1925 vertrat er den Bundesstaat Massachusetts im US-Repräsentantenhaus.

## Werdegang
Samuel Winslow besuchte die öffentlichen Schulen seiner Heimat und dann bis 1880 die Worcester Classical High School sowie das Williston Seminary in Easthampton. Bis 1885 studierte Winslow an der Harvard University. Danach stellte er Schlittschuhe her. Gleichzeitig schlug er als Mitglied der Republikanischen Partei eine politische Laufbahn ein. Im Jahr 1890 war er als Oberst Mitglied im Beraterstab von Gouverneur John Brackett. Zwischen 1890 und 1892 leitete Winslow die Republikanische Partei in Worcester; von 1893 bis 1894 war er deren Staatsvorsitzender. Im Juni 1908 nahm er als Delegierter an der Republican National Convention in Chicago teil, auf der William Howard Taft als Präsidentschaftskandidat nominiert wurde.
Bei den Kongresswahlen des Jahres 1912 wurde Winslow im vierten Wahlbezirk von Massachusetts in das US-Repräsentantenhaus in Washington, D.C. gewählt, wo er am 4. März 1913 die Nachfolge von William Wilder antrat. Nach sechs Wiederwahlen konnte er bis zum 3. März 1925 sieben Legislaturperioden im Kongress absolvieren. Seit 1921 war er Vorsitzender des Ausschusses für Binnen- und Außenhandel. In seine Zeit im Kongress fiel der Erste Weltkrieg. Außerdem wurden in den Jahren 1919 und 1920 der 18. und der 19. Verfassungszusatz ratifiziert. Im Jahr 1924 verzichtete Samuel Winslow auf eine weitere Kongresskandidatur.
Nach dem Ende seiner Zeit im US-Repräsentantenhaus gehörte Winslow zwischen 1926 und 1934 der Bundesschlichtungskommission zwischen den Spediteuren und ihren Angestellten an. Dort brachte er es bis zum Kommissionsvorsitzenden. Er starb am 11. Juli 1940 in seinem Heimatort Worcester.